# Radovan Marušić
Radovan Marušić (Metković, 1932 — Zenica, 9. septembar 2008) bio je pisac i scenski umjetnik.
Školovao se u rodnom Metkoviću, te Dubrovniku i Splitu, a potom i u Novom Sadu gdje je završio VŠPU. Diplomirani je scenograf i kostimograf. Napisao je preko dvadeset drama koje su objavljene u desetak knjiga te izvođene u Zenici, Zrenjaninu, Banjoj Luci, Tuzli, Mostaru, Bitoli i Sarajevu.
Dvadeset pet godina bio je direktor Bosanskog narodnog pozorišta u Zenici.
Bio je član Društva pisaca Bosne i Hercegovine, Društva hrvatskih književnika Herceg-Bosne i Društva pisaca Hrvatske.
Nagrade
- četiri „Sterijine nagrade” u Novom Sadu
- „Zlatni lovor” na sarajevskom MESS-u
- 27-julska nagrada BiH
- Nagrada ZAVNOBiH-a
- Zlatna povelja Internacionalne lige humanista
- Nagrada „Sloboda” Međunarodnog centra za mir
- Figura „Djevojka sa Une”, Bihać
- Odlikovanje „Zaslužan za kulturu Poljske”, Poljska

Odabrane drame
- Mali Ivica (1961)
- Putovanje u svemir (1963)
- Ne traži sveca u paklu (1965)
- Zaustavljeni let (1967)
- Šeherzadine noći (1969)
- Otočanke (1977)
- Kokini (1980)
- Vjetar raznosi, vjetar i donosi (1985)
- Vila Rajski mir (1989)
- Susjedi (2001)